# Mark Gillespie (Musiker, 1970)

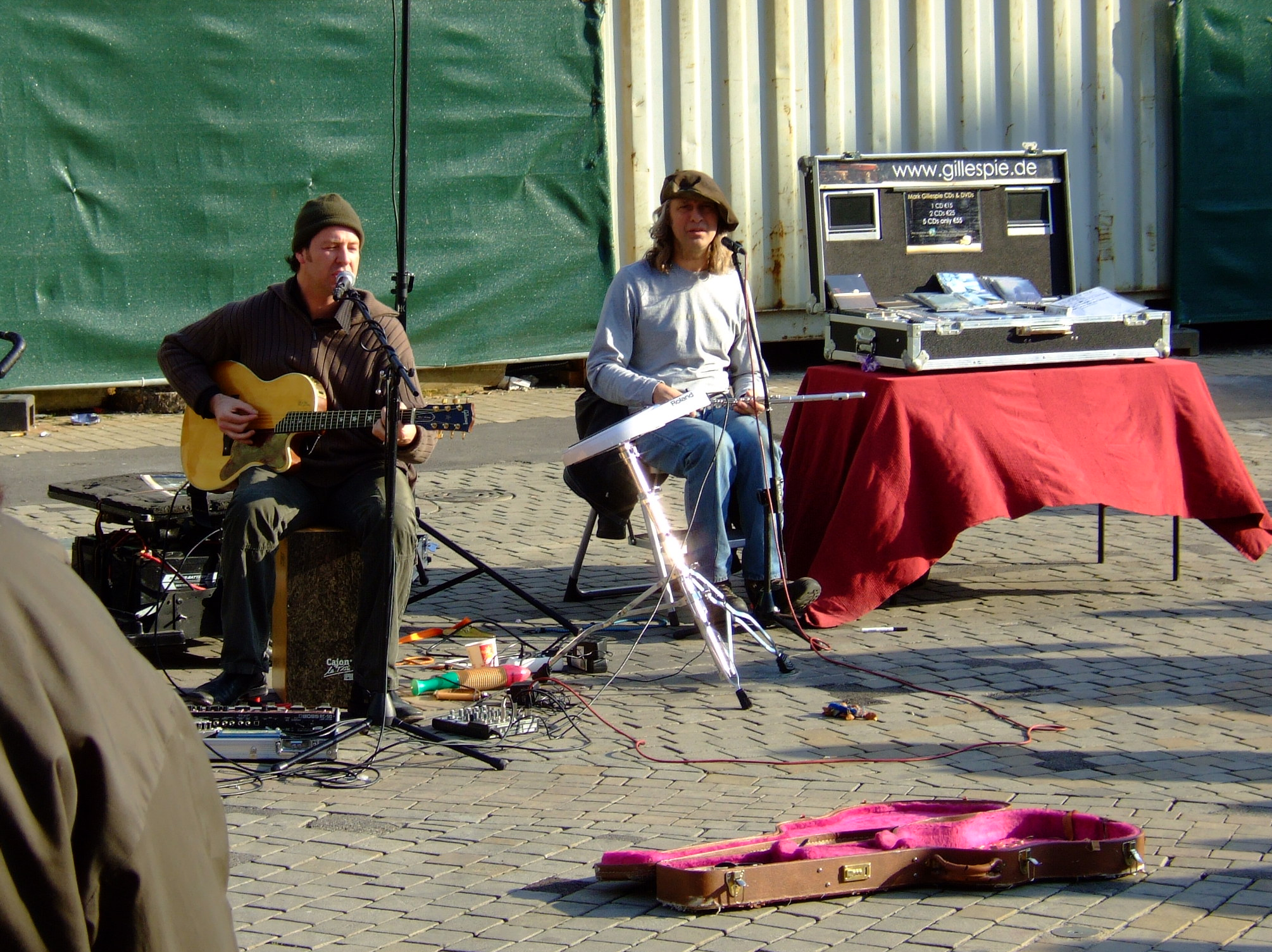
Mark Gillespie (links) und Tom Drost, Kiliansplatz in Heilbronn (2008)

Mark Gillespie (* 17. November 1970 in Stockport) ist ein britischer Singer-Songwriter, der in Deutschland lebt.

## Leben

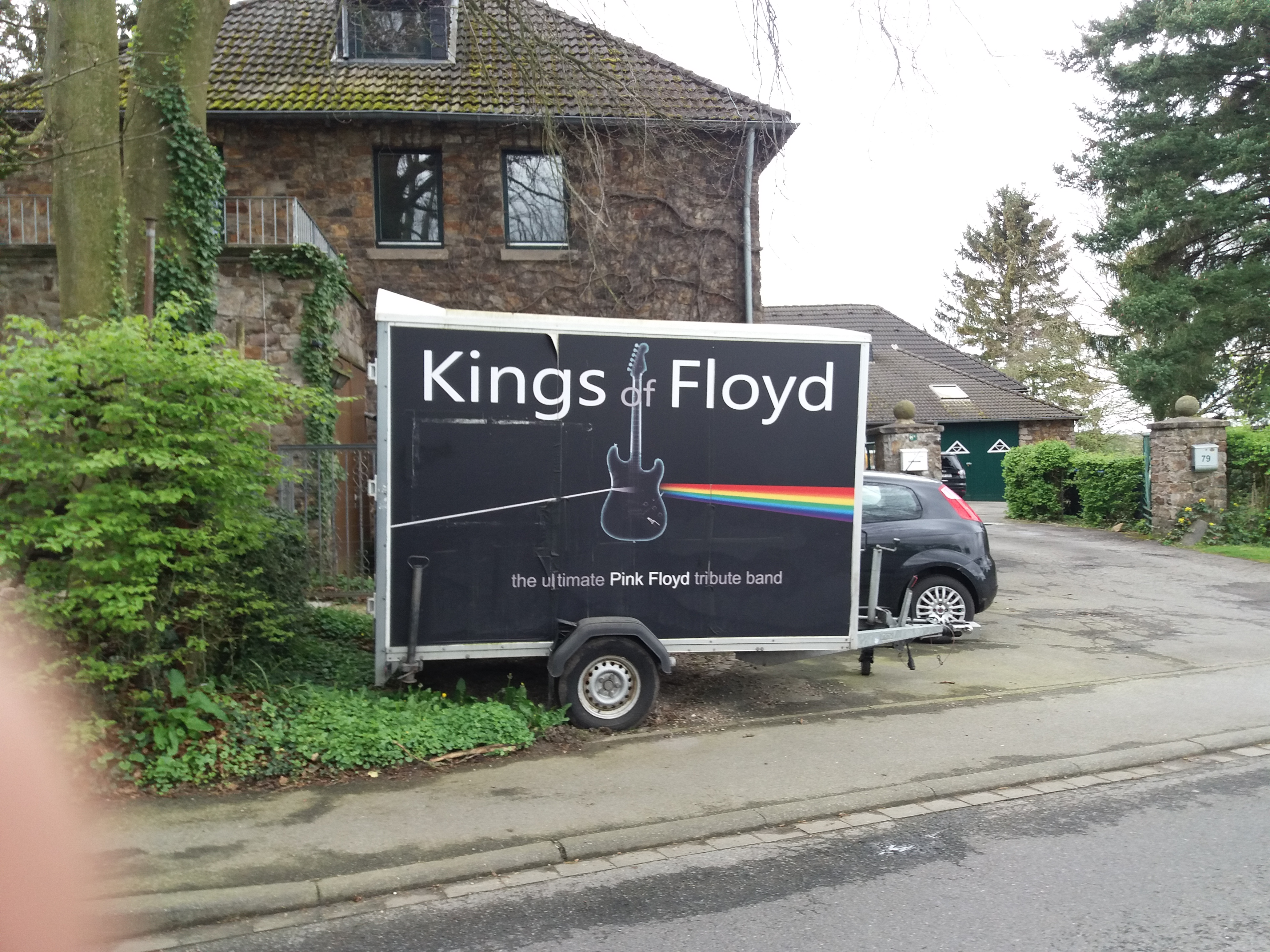
Kings of Floyd

Mark Gillespie tourte ab den 1980er Jahren als Straßenmusiker durch Europa. 1996 kam er nach Gießen, dort wollte er eigentlich nur mit den späteren Mitgliedern der Mark-Gillespie-Band – Peter Herrmann (Bass), Thomas Dill (Gitarre), Oliver Jäger (Keyboard), Markus Leukel (Schlagzeug) – eine CD aufnehmen, um seine Tour zu finanzieren. Da sich die Musiker im Studio gut verstanden, wollten sie auch gemeinsam auftreten, und so blieb Gillespie in Gießen.
Es folgten Solo- oder Bandauftritte bei Festivals wie beim KOMMZ oder dem Bardentreffen – auch als Support – sowie Straßenkonzerte. So war Gillespie auch häufiger in den Fußgängerzonen von Göttingen und Würzburg zu sehen und zu hören.
Seit Dezember 2011 tritt Mark Gillespie mit der Pink-Floyd-Tributeband Kings of Floyd auf.
Gillespie lebt in Kornelimünster, einem Stadtteil von Aachen.

## Diskografie
- Give it Time (1996)
- Live at the Traumstern '97 (1997)
- EXIT – Gillespie & Herrmann play streetwise songs, live & partly unplugged (1998)
- Mindless People (1999)
- I Believe (2000)
- Barefoot and Naked (2002)
- Supersonic Wednesday Live (2004, auch als DVD)
- Unplugged (2007)
- In Your Hands (2009)
- Real To Reel (2012)